# ارکیده خورشیدی کث
ارکیده خورشیدی کث (نام علمی: Thelymitra alcockiae) نام یک گونه از سرده ارکیده‌های خورشیدی است.